# Designa Køkken-Knudsgaard/Saison 2013
Dieser Artikel listet Erfolge und Fahrer des Radsportteams Designa Køkken-Knudsgaard in der Saison 2013 auf.

## Zugänge – Abgänge
| Zugänge             | Team 2012                            | Abgänge            | Team 2013          |
| ------------------- | ------------------------------------ | ------------------ | ------------------ |
| Rolf Broge          | Blue Water Cycling                   | Nicolai Brøchner   | Bissell Cycling    |
| Jesper Nielsen      | Blue Water Cycling                   | Mathias Lisson     | J.Jensen-Ramirent  |
| Søren Petersen      | J.Jensen-Sandstød Salg og Event      | Rasmus Mygind      | Blue Water Cycling |
| Philip Nielsen      | Team Concordia Forsikring-Himmerland | Ricky Jørgensen    | Karriereende       |
| Nicki Rasmussen     | Blue Water Cycling                   | Lenni Andersen     | Unbekannt          |
| Joakim Bukdal       | Neoprofi                             | Morten Christensen | Unbekannt          |
| Mathis Johansson    | Neoprofi                             | Mads Gregersen     | Unbekannt          |
| Jonas Nordkroggaard | Neoprofi                             | Nicolaj Olesen     | Unbekannt          |
| Emil Warsoe         | Neoprofi                             | Nicolaj Sørensen   | Unbekannt          |
| Mathias Westergaard | Neoprofi                             |                    |                    |

## Mannschaft
| Name                | Geburtstag        | Nationalität |              |
| ------------------- | ----------------- | ------------ | ------------ |
| Rolf Broge          | 21. November 1988 | Dänemark     |              |
| Joakim Bukdal       | 4. September 1994 | Dänemark     |              |
| Mathis Johansson    | 20. April 1994    | Dänemark     |              |
| Jacob Gye Madsen    | 23. November 1989 | Dänemark     |              |
| Mads Meyer          | 10. Januar 1990   | Dänemark     |              |
| Alexander Mørk      | 15. Januar 1992   | Dänemark     |              |
| Jesper Nielsen      | 7. Juli 1984      | Dänemark     |              |
| Philip Nielsen      | 31. August 1987   | Dänemark     |              |
| Jonas Nordkroggaard | 3. Juni 1994      | Dänemark     |              |
| Søren Petersen      | 7. Oktober 1967   | Dänemark     |              |
| Nicki Rasmussen     | 31. Januar 1990   | Dänemark     |              |
| Emil Warsoe         | 5. Juni 1989      | Dänemark     |              |
| Mathias Westergaard | 21. Februar 1994  | Dänemark     |              |
| Stagiaires          | Stagiaires        | Nationalität | Nationalität |
| Christian Lund      | Christian Lund    | Dänemark     |              |